# Geronimo: An American Legend
Geronimo: An American Legend é um filme biográfico e histórico estadunidense de 1993, dirigido por Walter Hill. O roteiro de John Milius conta episódios da vida do líder apache Gerônimo. Com locações em Utah, Tucson, Arizona e Culver City, Califórnia. Distribuido pela Columbia Pictures.

## Elenco
- Wes Studi...Gerônimo[1][2]
- Jason Patric...Primeiro-tenente Charles B. Gatewood[3]
- Gene Hackman...General de brigada George Crook
- Robert Duvall...Chefe dos batedores Al Sieber
- Matt Damon...Segundo-tenente Britton Davis[4]
- Pato Hoffmann...Xamã Sonhador
- Rodney A. Grant...Mangas
- Kevin Tighe...General de brigada Nelson A. Miles
- Steve Reevis...Chato, batedor apache do exército
- Carlos Palomino...Sargento Turkey
- Victor Aaron...Ulzana
- Stuart Proud Eagle Grant...Sargento Dutchy
- John Finn...Capitão Hentig
- Lee de Broux...Delegado Joe Hawkins
- Rino Thunder...Ancião Nana

## Sinopse
Por volta de 1880, o texano jovem oficial Segundo-tenente Britton Davis chega ao Oeste para seu primeiro serviço militar durante a Campanha contra os índios e conhece o valoroso Primeiro-tenente Charles B. Gatewood, de família sulista e que respeita a cultura apache. Gatewood recebe ordens de negociar a rendição do apache renegado Gerônimo e ele e Davis se encontram com o índio, que concorda em acompanhá-los até a Reserva de San Carlos e se entregar ao General George Crook. Gerônimo logo fica insatisfeito com o confinamento dele e seu povo na reserva e depois de um incidente envolvendo a morte do xamã Sonhador pelos soldados americanos, foge do local com metade dos índios, iniciando uma nova guerra contra os brancos.

## Indicações
- Oscar de Melhor Som (Chris Carpenter, Doug Hemphill, Bill W. Benton e Lee Orloff).[5]